# 5.º Jamboree Mundial Escoteiro
O 5.º Jamboree Mundial Escoteiro foi o Jamboree Mundial Escoteiro, onde o fundador do escotismo, Robert Baden-Powell, na época com 81 anos, se despediu. O tema do acampamento foi "Lead Happy Lives" (em português Leve vidas felizes), a frase foi escolhida por Robert Baden-Powell e foi recitada durante seu ultimo e emocionante discurso em vida, após seu ultimo discurso, apenas no ano de 2007 durante o 21.º Jamboree Mundial Escoteiro foram faladas novas palavras de Baden-Powell através de uma carta por ele escrita ao seu neto.

## Detalhes organizacionais
O Jamboree foi realizado em Vogelenzang, Bloemendaal nos Países Baixos teve seu inicio em 31 de julho de 1937 pela Rainha Guilhermina com a presença de 28.750 escoteiros de 54 países. O acampamento principal estava em Vogelenzang, o acampamento de escoteiros do mar em Bennebroek, agora ambos parte do município de Bloemendaal. O local hospedeiro foi na fazenda da família Vertegaal.

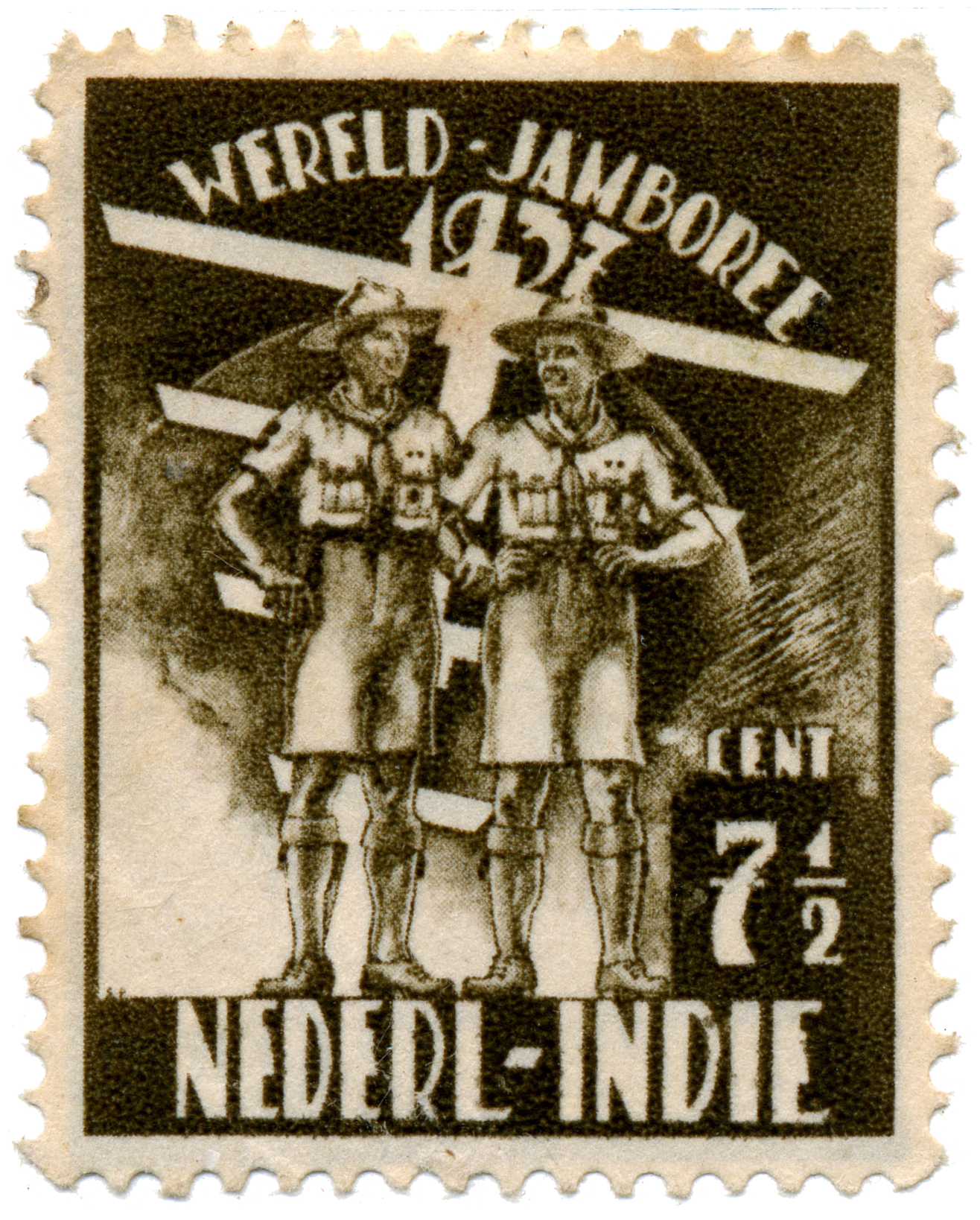
O resultado da venda destes selos foi usado para pagar a viagem dos Escoteiros Indianos Orientais para o 5.º Jamboree Escoteiro Mundial

### Símbolo
O símbolo usado para o jamboree mundial é o bastão de Jacob, que foi usado durante a exploração de novos territórios na Era dos Descobrimentos pelos marinheiros neerlandeses. Os dez braços simbolizam os dez artigos da Lei Escoteira. Depois desse jamboree, a equipe de Jacob se tornou o prêmio de gratidão para as organizações escoteiras dos Países Baixos. Versões em madeira foram dadas aos escoteiros que apoiaram a organização do jamboree. Mais tarde, a equipe de prata e ouro de Jacob se tornou um prêmio oficial de gratidão na organização escoteira nacional neerlandesa.

## Escoteiras e escoteiros
Embora as meninas não participassem do jamboree (até o 16.º Jamboree Mundial dos Escoteiros na Austrália), elas podiam saudar Olave Baden-Powell, seu Guia Chefe. Também um dia especial de escoteiro foi organizado durante o jamboree.

## Encerramento e despedida
No encerramento do evento em 9 de agosto de 1937, Baden-Powell apontou o símbolo deste jamboree: o Bastão de Jacob e se despediu.
| “    | Estou chegando ao fim da minha vida. A maioria de vocês está no começo e quero que suas vidas sejam felizes e bem-sucedidas. Você pode torná-los assim fazendo o seu melhor para cumprir a Lei do Escoteiro todos os dias, seja qual for a sua posição e onde quer que esteja. Agora, adeus. Deus abençoe todos vocês. Deus o abençoe. | ” |
| — BP | |   |

Quatro anos após este discurso, Robert Baden-Powell nos deixou para o grande acampamento no dia 8 de janeiro de 1941 aos seus 83 anos. Ele faleceu em sua "paxtu", uma residência situada no Quênia com vista para as montanhas, a causa foi natural.